# Peter Odetoyinbo
Peter Kayode Odetoyinbo (ur. 28 stycznia 1964 w Ibadanie) – nigeryjski duchowny katolicki, biskup Abeokuty od 2014.

## Życiorys

### Prezbiterat
Święcenia kapłańskie przyjął 7 października 1989 i został inkardynowany do archidiecezji Ibadanu. Był m.in. wykładowcą niższego seminarium, proboszczem w Bodiji oraz wikariuszem generalnym archidiecezji.

### Episkopat
15 kwietnia 2014 papież Franciszek biskupem ordynariuszem Abeokuty. Sakry biskupiej udzielił mu 25 czerwca 2014 metropolita Lagos - arcybiskup Alfred Martins.